# Дом Сытина в Сытинском переулке
Дом Андрея Петровича Сытина — деревянное здание в центре Москвы (Сытинский пер., дом 5/10, стр. 5). Уникальный образец застройки города до пожара 1812 года. Главный дом городской усадьбы бригадира Измайловского полка Андрея Петровича Сытина. Построен в 1804 году в стиле классицизм на белокаменном фундаменте XVII века. Имеет статус объекта культурного наследия федерального значения.

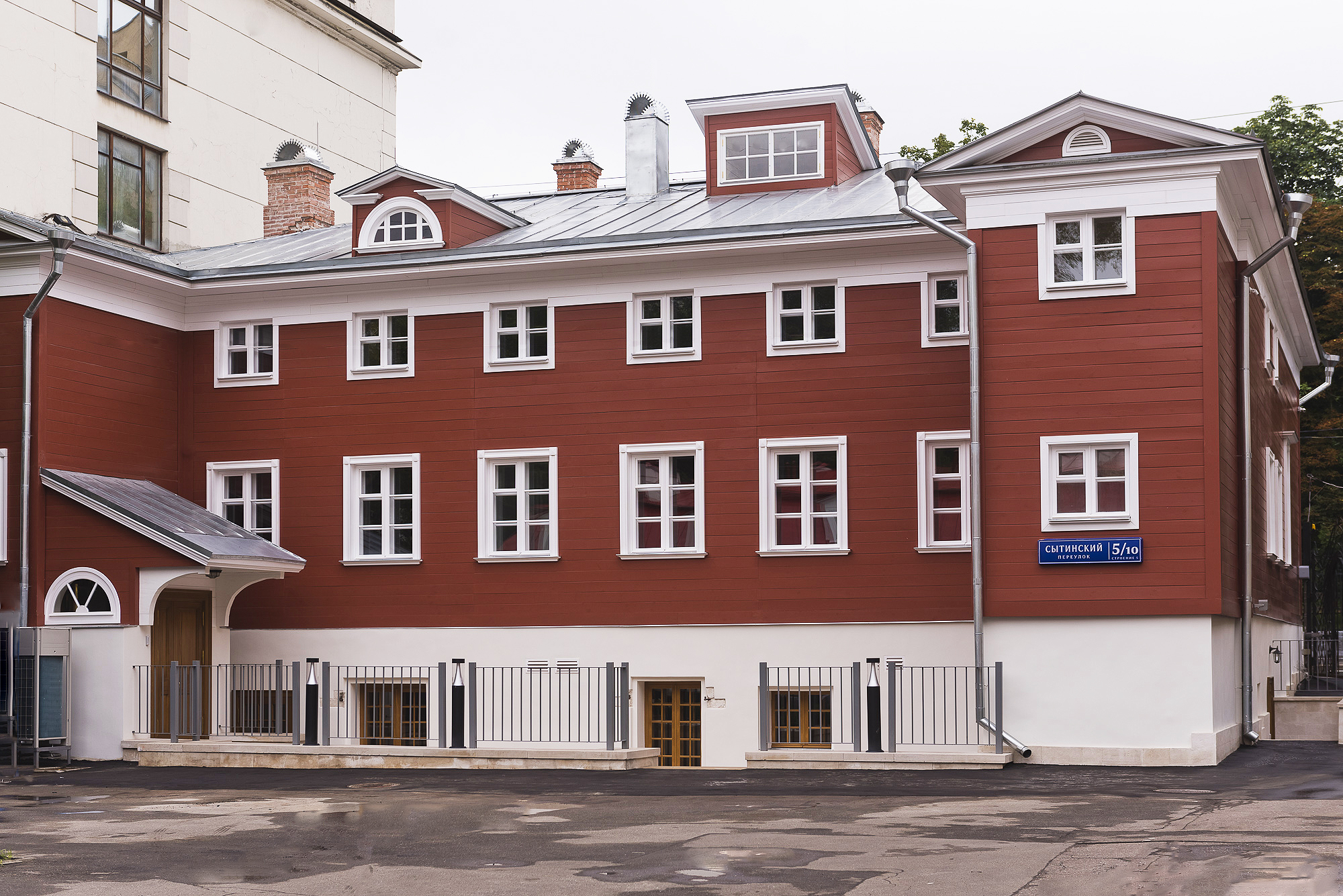
Дом А. П. Сытина (со двора) после реставрации 2019 г.

## История
Известна точная дата постройки деревянного дома — 1804 год (о чем имеется надпись на генеральном плане 1805 года). Вместе с тем первое графическое изображение владения относится к 1752 году, часть его показана на плане двора надворного советника И. Мусина-Пушкина. Возможно, это одноэтажные каменные палаты, впоследствии вошедшие в объём исследуемого ныне здания. При обследовании в кирпичной кладки сводов были обнаружены кирпичи с клеймами «Н», относящимися к 1690-1710-м годам по классификации И. А. Киселева. Палаты состояли из двух небольших помещений, перекрытых сомкнутыми сводами с распалубками, стены сложены из белого камня, своды — кирпичные. В 1774 году владельцем двора стал сын Сытина Н. И. — капрал Измайловского полка Пётр Никитич Сытин. После смерти П. Н. Никитина владение унаследовала его вдова — Прасковья Степановна Сытина. В конце XVIII в. владение перешло к её детям, которые разделили большую усадьбу на два самостоятельных владения. Восточная часть, расположенная вдоль Сытинского переулка, отошла майору Александру Петровичу и бригадиру Андрею Петровичу Сытиным.
Между 1803 и 1805 годами братья Сытины разделили владение на две практически равные части, западная часть, на которой впоследствии разместилось исследуемое здание, досталась бригадиру Андрею Петровичу Сытину. После раздела окончательно сформировались границы владения, сохранившиеся неизменными до настоящего времени. В пожаре Москвы 1812 года застройка владения не пострадала, главный дом усадьбы полностью сохранился. А. П. Сытин был владельцем дома до 1828 года, после чего усадьба перешла к майорше Травиной, а с 1832 года — к коллежскому асессору Николаю Марковичу Хозикову.
К началу XXI века дом на протяжении многих лет пустовал, что не лучшим образом сказалось на его состоянии. В июле 2019 года была завершена его реставрация компанией ООО «Галс», которая по результатам аукциона в октябре 2015 года стала правообладателем дома сроком на 49 лет, с условием его дальнейшей реставрации и приспособления к современному использованию. В проекте реставрации и приспособления к современному использованию (главный архитектор Алексей Владимирович Гинзбург) предусмотрено сохранение общей исторической пространственно-планировочной структуры здания в соответствии с историческим обликом здания на вторую половину XIX века, когда формировалась основная объёмно-планировочная структура объекта культурного наследия.

## Архитектура и оформление
Одноэтажный деревянный сруб сооружён на более древнем каменном фундаменте XVII века, облицованном белым камнем, сруб снаружи облицован досками. Центральная часть главного фасада выделена небольшим портиком с четырьмя тонкими коринфскими колоннами. Портик завершается фронтоном с полуциркульным окном. Высокие восьмистекольные окна главного фасада обрамлены наличниками и увенчаны лепными орнаментами в стиле ампир (люнеты и медальоны), появившимися после Отечественной войны 1812 года. Дом Сытина вмещает анфиладу высоких парадных помещений с уличной стороны и антресоли над низкими задними комнатами. Сохранились печи, облицованные белой керамической плиткой с кракелюрами. На западной стене лестничного холла — лепные кариатиды второй половины XIX века.